# Parasesostris granulatus
Parasesostris granulatus is een hooiwagen uit de familie Assamiidae.